# Dúnedainowie
Dúnedainowie (sin. Ludzie z zachodu; l.p. Dúnadan) lub Ludzie z Westernesse – lud ze stworzonej przez J.R.R. Tolkiena mitologii Śródziemia.
Dúnedainowie byli Númenorejczykami, którzy przeżyli zatopienie przez Valarów Númenoru w 3319 roku Drugiej Ery, spowodowane złamaniem przez króla Ar-Pharazôna zakazu Valarów i jego przybyciem do Amanu.
Upadek Númenoru przetrwały dwie grupy, które wyodrębniły się za rządów króla Tar-Ancalimona: Czarni Númenorejczycy oraz Elendili, którzy prowadzeni przez Elendila dotarli do Eriadoru i założyli dwa królestwa: Gondor oraz Arnor. Po upadku Arthedainu część z zamieszkujących go Dúnedainów zostało Strażnikami Północy. Z czasem Dúnedainowie zmieszali się z miejscową ludnością, co (oprócz zepsucia moralnego samych Dúnedainów) spowodowało z czasem m.in. skrócenie ich życia. Dúnedainowie używali języków Westron i sindarin.

## Gałęzie ludu Dúnedainów

### Czarni Númenorejczycy
Byli potomkami mieszkańców Númenoru, którzy w Drugiej Erze powrócili do Śródziemia.
Osiedlili się w Umbarze i innych dawnych koloniach Númenoru, położonych dalej na południu. Za panowania Ar-Pharazôna ulegli wpływom Saurona, ówczesnego doradcy królewskiego. Sprzeciwiali się Valarom i zaczęli kultywować wiarę w Wielką Ciemność, oddając boską cześć Melkorowi. Trzech spośród Czarnych Númenorejczyków było Nazgûlami.
W Trzeciej Erze występowali pod nazwą Korsarzy z Umbaru i atakowali wybrzeża Gondoru, zanim w 993 roku nie zostali pokonani przez króla Eärnila I i ostatecznie rozproszeni w 1050 roku po nieudanym oblężeniu Umbaru, za panowania króla Hyarmendacila I.
Jednym z nich był prawdopodobnie Rzecznik Saurona, który pertraktował u wrót Morannonu z przedstawicielami Armii Zachodu.
W grze komputerowej Władca Pierścieni: Wojna na Północy przedstawicielem tej grupy miał być główny antagonista – Agandaûr.

### Elendili
Qya. Przyjaciele elfów. Informacje na jego temat znajdują się w Silmarillionie oraz we  Władcy Pierścieni.
- W angielskim oryginale – Faithful / Elendili / Exiles / Elf-friends
- Przekłady Marii Skibniewskiej, Jerzego Łozińskiego, Marii i Cezarego Frąców – Wierni / Elendili / Wygnańcy / Przyjaciele Elfów

Było to jedno z dwóch stronnictw, na jakie podzielili się Númenorejczycy.
Wierni, w przeciwieństwie do Ludzi Króla, nadal przyjaźnie odnosili się do Eldarów oraz żywili szacunek i posłuszeństwo wobec Valarów. Stanowili zdecydowaną mniejszość wśród ludności Númenoru. Zamieszkiwali głównie zachodnie obszary wyspy, zwłaszcza okolice miasta Andúnië. Kultywowali dalej naukę i posługiwanie się językami elfów, quenyą i sindarinem. Przez cały czas pozostawali lojalni wobec monarchów, którzy jednak nie podzielali ich przekonań. Wiernych, nazywanych też Przyjaciółmi Elfów, tak samo jak pozostałych Dúnedainów trawił lęk przed śmiercią.
Przedstawiciele tego stronnictwa, jeśli opuszczali Númenor, zwykle podróżowali na północne obszary Śródziemia. Ich głównym portem był tam Pelargir. Udzielali też wtedy pomocy elfom Gil-galada w walce przeciw Sauronowi.
Począwszy od rządów Ar-Adûnakhôra, Wierni musieli już tylko potajemnie posługiwać się elfickimi językami. Jeden z kolejnych władców, Ar-Gimilzôr, bardzo wrogo odnosił się do Przyjaciół Elfów. Karał ich za potajemne przyjmowanie Eldarów z Tol Eressëi i używanie ich mowy. Większość Wiernych nakazał przenieść na wschodnie ziemie Númenoru, w okolice Rómenny, gdzie otoczono ich ścisłą kontrolą. Wielu Przyjaciół Elfów zaczęło na zawsze opuszczać ojczystą wyspę i osiedlać się na północy Śródziemia. Lepsze czasy dla Wiernych nastały za rządów Tar-Palantira, który podzielał ich przekonania i usiłował zmienić złe postępowanie większości Númenorejczyków. W czasie panowania Ar-Pharazôna, następcy Palantira, przywódcą stronnictwa był książę Andúnië Amandil. Gdy Sauron, przebywając w niewoli w Númenorze, zyskał (w 3265 roku Drugiej Ery) wpływ na monarchę i większość Dúnedainów, z czasem rozpoczęły się wielkie prześladowania Wiernych. Wielu spośród nich, oskarżonych fałszywie o spiskowanie i trucicielstwo, zabijano jako ofiary w Świątyni Melkora. Resztki Wiernych wraz z Elendilem i jego synami Isildurem oraz Anárionem, zdołały uciec przed Upadkiem Númenoru (3319 rok) do Śródziemia, gdzie założyli nowe królestwa: Arnor i Gondor.
Po upadku Númenoru oni sami określali się mianem Wygnańców.

#### Dúnedainowie z Arnoru
Byli potomkami Wiernych, którzy osiedlili się w Arnorze.
Wśród nich liczną grupę stanowili Strażnicy Północy. W Trzeciej Erze po upadku Arthedainu, prowadząc surowy tryb życia, strzegli Eriadoru przed orkami oraz dzikimi i złymi zwierzętami. Szczególną opieką otaczali Shire, zwłaszcza w okresie bezpośrednio poprzedzającym Wojnę o Pierścień.
Chociaż chronili ziemie Eriadoru, lud tej krainy uważał ich za ludzi obcych i nieprzyjaznych. Niewiele osób wiedziało, kim byli Strażnicy, ani skąd pochodzili. Ich wodzami byli spadkobiercy rodu Isildura.
Tolkien przedstawia ich jako ubranych w zielone lub szare płaszcze bez ozdób, spięte na ramieniu klamrami w kształcie srebrnych sześciopromiennych gwiazd i długie, skórzane buty. Jeździli na mocnych koniach o szorstkiej sierści.
Zwani byli także Dúnedainami Północy.

#### Dúnedainowie z Gondoru
Byli potomkami Wiernych, stanowili trzon ludu Gondoru.
Wśród nich wyróżniali się Strażnicy Ithilien. Były to oddziały partyzanckie Gondoru utworzone przez namiestnika Denethora II zlokalizowane w Północnym Ithilien. Strażnicy mieli za zadanie szkodzić orkom i utrudniać okupowanie prowincji. Mieli wiele kryjówek (m.in. Henneth Annûn) przygotowanych wcześniej na rozkaz namiestnika Túrina II dla jego wojsk. Podczas Wojny o Pierścień Strażnikami dowodził młodszy syn Denethora II, Faramir.
Do formacji Strażników należeli jedynie potomkowie ludzi zamieszkujących Ithilien przed 2901 rokiem Trzeciej Ery. Wtedy to mieszkańcy tej prowincji uciekli przed ustawicznymi napadami orków z Mordoru.
Strażnicy mieli zielone i brunatne ubrania, nosili także rękawice i maski, a na głowy zarzucali kaptury. Uzbrojeni byli we włócznie, miecze i długie łuki.

## Inne grupy Númenorejczyków

### Gildia Podróżników
Informacje na jej temat znajdują się w Niedokończonych opowieściach.
- W angielskim oryginale – Guild of Venturers

Stowarzyszenie skupiające najlepszych númenorejskich marynarzy. Założył je Tar-Aldarion, jeszcze przed objęciem tronu, w 750 roku Drugiej Ery. W późniejszych wiekach Podróżnicy (jak ich zwano) zasłynęli z wyruszania na najbardziej śmiałe i dalekie rejsy. Stanowili dość liczne grono i cieszyli się w Númenorze dużym szacunkiem. Do pewnego czasu siedzibą gildii był statek „Eämbar”.
Podróżników nazywano też mianem Uinendili, co w quenyi znaczy Umiłowani Uineny (lub Przyjaciele Uineny).